# Klasztor Bernardynów w Słonimie
Klasztor Bernardynów w Słonimie – dawny rzymskokatolicki klasztor, administrowany przez zakon bernardynów w latach 1630–1864. Jego kościół został następnie zaadaptowany na prawosławny sobór, w obiektach poklasztornych mieściły się instytucje świeckie.

## Historia

### Kościół
Fundacji z 1630 roku Jana Żarnowskiego i stolnikowej mozyrskiej Heleny Łukaszewiczowej i jej synów Konstantego i Hieronima. Po śmierci w 1632 roku Jana Żarnowskiego fundacją zajął się sekretarz królewski Andrzej Radwan (zapisał legat w wysokości 20 tys. złotych) wraz z żoną Katarzyną Rogalską, a w 1635 roku w testamencie na rzecz kościoła zapisał 3 tys. złotych Jan Stanisław Sapieha. Kościół murowany zbudowano w latach 1639-1642 w stylu barokowym, ale stylistycznie nawiązuje jeszcze do epoki gotyku. Zbudował go majster Szymon Tarasewicz z Nieświeża. W 1648 roku zbudowano przy kościele kaplicę ufundowaną przez podstolego Zygmunta Przecławskiego. W 1655 roku klasztor i kościół zniszczone zostały przez wojska moskiewskie, z rąk których zginęli kapłani Eliasz Bina i Ludwik Rosa. Konsekracji odbudowanego kościoła dokonał w 1671 roku biskup Mikołaj Słupski. W 1750 do kościoła dostawiono od południa kaplicę fundacji Michała Śliźnia. W 1 poł. XVIII w. dokonano również całkowitego przekształcenia wystroju wnętrza świątyni, urządzając je w stylu rokoko. 

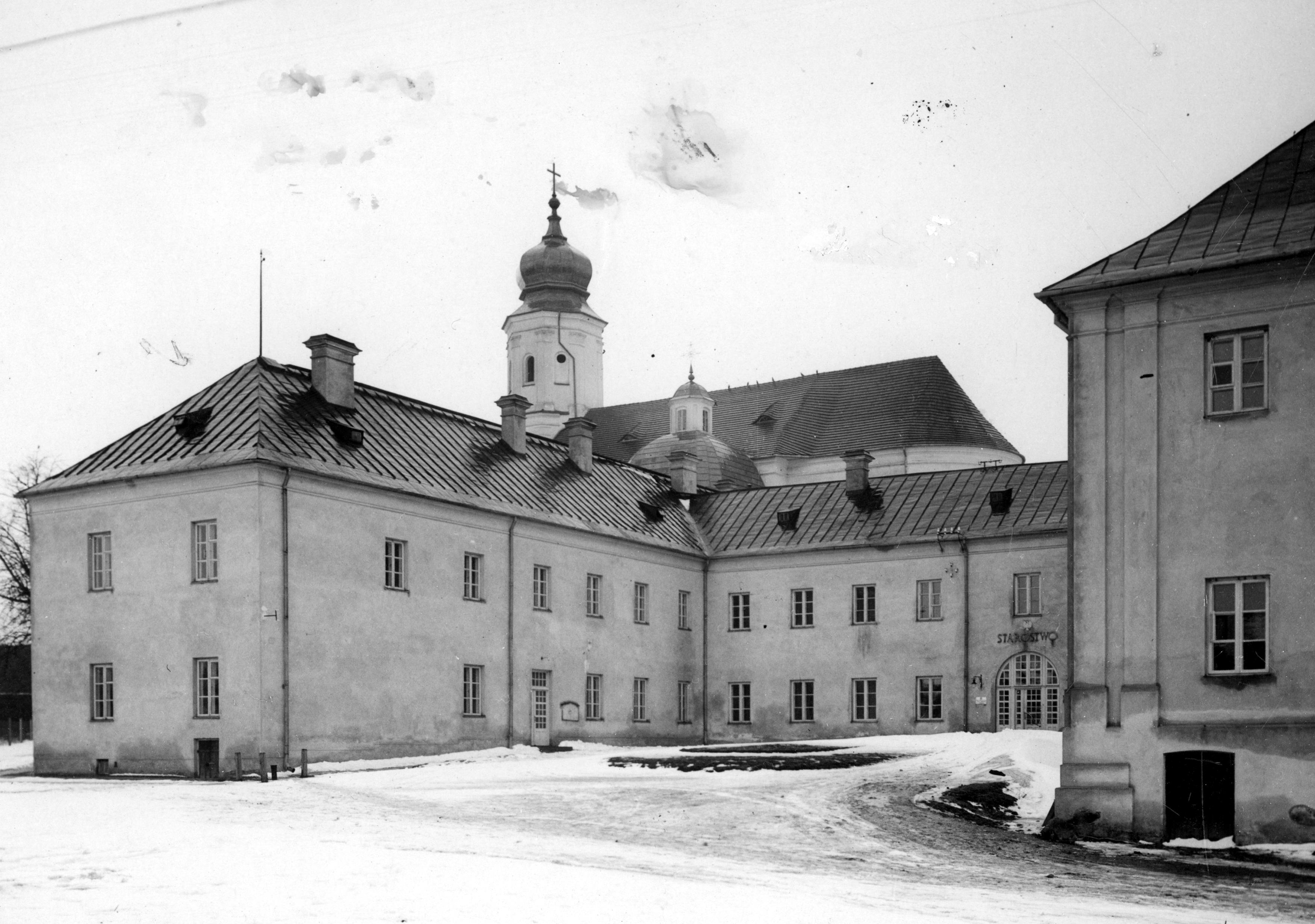
Kościół i klasztor Bernardynów (Starostwo) w 1931 r.

W 1864 roku kościół klasztorny św. Trójcy władze rosyjskie zamknęły i w 1867 roku przebudowały na prawosławną cerkiew Świętej Trójcy. Podczas I wojny światowej rosyjski proboszcz zbiegł i opuszczone budynki przejęła armia niemiecka. Gdy Słonim znalazł się w granicach II Rzeczypospolitej, katolicy odzyskali kościół klasztorny w 1921 roku, przeznaczając go na kościół szkolny. Po 1945 obiekt został po raz drugi przekazany parafii prawosławnej i od tego czasu jest nieprzerwanie czynny. W tym czasie usunięto też hełm wzniesiony przed 1939 rokiem. Podczas remontu w latach 2006-2009 zniszczono glorię z Okiem Opatrzności, figury aniołów, putta i rokokowe wazony. W 2012 roku usunięto dotychczasowy hełm wieży kościelnej zastępując go hełmem w formie barokowej, a w 2015 roku hełm ten zastąpiono cebulastą kopułą charakterystyczną dla rosyjskiej architektury cerkiewnej.

### Klasztor
Klasztor, początkowo drewniany, zbudowano w 1641 roku. Spaliły go wojska moskiewskie w 1655 roku. Klasztor murowany budowano etapami w latach 1733-1759. W 1782 roku kosztem klasztoru zbudowano szpital-przytułek dla ubogich. Od 2 połowy XVIII wieku w klasztorze istniało studium filozofii dla młodzieży zakonnej, wzmiankowane jeszcze w 1828 roku. Biblioteka w 1818 roku liczyła 1064 książek. W 1864 władze carskie skasowały klasztor bernardyński, przeznaczając zabudowania pod zarząd policji i prawosławnych. W klasztorze w dwudziestoleciu międzywojennym działało starostwo słonimskie, następnie rozlokowano w nim internat szkolny. W 1928 roku dach klasztoru przykryto dachówką karpiówką. Obecnie klasztor jest internatem szkoły medycznej. 
Budynki poklasztorne wzniesione zostały w stylu barokowym, są zdobione rzędami pilastrów. We wnętrzach przetrwała wielka sala kryta sklepieniem kolebkowym oraz oryginalne sklepienia krzyżowe lub kolebkowe w innych pomieszczeniach.
W 2019 roku prokuratura obwodu grodzieńskiego stwierdziła, że budynek mieszkalny zespołu klasztornego Bernardynów wymaga pilnej przebudowy i remontu.